# WHATWG
Работната група Web Hypertext Application Technology (WHATWG) е общност от хора, интересуващи се от развитието на HTML и свързаните технологии. WHATWG е основана от Apple, Фондацията Mozilla и Opera Software през 2004 г. Оттогава, редактор на WHATWG е Йън Хиксън, който се е премества в Google. Крис Уилсън от Microsoft е бил поканен, но не се присъединява, позовавайки се на липсата на патентната политика да да се гарантира, че всички спецификации могат да бъдат приложени по безвъзмездна база.
WHATWG е малкък комитет и участниците са наречени „членове“. Всеки може да участва като Сътрудник като се присъедини към WHATWG пощенския списък.
WHATWG е сформирана в отговор на бавното развитие на World Wide Web Consortium (W3C) Уеб стандарти и решението на W3C да се откаже от HTML в полза на XML – базираните технологии. WHATWG Пощенският списък на WHATWG беше обявен на 4 юни 2004 г., два дни, след като инициативите на съвместна позиция Opera-Mozilla са били гласувани по W3C членове в W3C семинар. 
На 10 април 2007 г., Фондацията Mozilla, Apple, и Opera Software, предложен, че новата HTML работната група на W3C приема WHATWG на HTML5 като отправна точка на своята работа и назовава бъдещата му – „HTML5“. На 9 май 2007 г., новата HTML работна група реши да направи това. 
Редакторът има значителен контрол върху спецификацията, но общността може да влияе на решенията на редактора. В един от случаите, редактор Иън Хиксън предлага замяна на <time> таг с по-общ <data> таг, но обществото не е съгласно и промяната е върната. 
The WHATWG е активно работи по няколко документа.
- HTML (известен преди като HTML5, и уеб приложения 1.0, преди това) е петият основен вариант на спецификацията на HTML и е приета от W3C като отправна точка на работата на новия HTML работната група. Преименуването от HTML5 е част от промяната съобщи на 19 януари 2011 г., че в спецификацията на HTML ще бъде на живот документ , че ще има непрекъснати промени при необходимост.
- Уеб работници определя API , който позволява на ECMAScript да използват многоядрени процесори по-ефективно.
- Микроданните Речници определя речници за използване с функцията за HTML5 микроданни.
- Web Forms 2.0 е актуализация на HTML форми. Спецификацията вече няма да бъдат разработени самостоятелно, тъй като характеристиките са сгънати в HTML5.

- Сравнение на оформлението на двигатели (HTML5)